# Alexander Dibelius
Alexander C. Dibelius (* 23. Oktober 1959 in München) ist ein deutscher Finanzmanager.
Von Dezember 2004 bis 2015 war er alleiniger Geschäftsleiter der US-amerikanischen Investmentbank Goldman Sachs für Deutschland, Österreich, Russland sowie Zentral- und Osteuropa. Dibelius ist seit 2015 Deutschlandleiter der Private-Equity-Gesellschaft CVC Capital Partners.
In den letzten Jahren stießen seine Geschäftspraktiken zunehmend auf Kritik: Unter anderem, weil er Anfang 2010 die Gemeinwohl-Verantwortung von Banken verneinte.
Dibelius war Berater von Bundeskanzlerin Angela Merkel und gemeinsam mit weiteren Vertrauten von Goldman Sachs, u. a. Phil Murphy (bis 2013 US-Botschafter in Berlin), Mitglied im deutsch-amerikanischen Elitenetzwerk Atlantik-Brücke.

## Leben
Alexander Dibelius ist der älteste Sohn neben zwei jüngeren Schwestern des Musikwissenschaftlers und -kritikers Ulrich Dibelius. Sein Großonkel war Otto Dibelius, Bischof der Evangelischen Kirche Berlin-Brandenburg und Vorsitzender des Rates der Evangelischen Kirche in Deutschland von 1949 bis 1961.
Alexander Dibelius begann nach dem Abitur am Otto-von-Taube-Gymnasium in Gauting ein Medizinstudium. Trotz seiner Abiturnote von 1,0 wurde seine Bewerbung für ein Stipendium der Stiftung Maximilianeum in München wegen „charakterlich-sittlicher“ Mängel abgelehnt. Das Studium in München und Freiburg schloss er 1984 mit seiner Approbation ab. Nach fünf Monaten wurde er zum Wehrdienst eingezogen, den er als Offizier und Stabsarzt an der Sanitätsakademie beendete. Bis 1987 arbeitete er als Assistenzarzt für Herzchirurgie am Universitätsklinikum Freiburg und am Baragwanath Hospital in Johannesburg sowie im Groote Schuur Hospital in Kapstadt, Südafrika. Während seiner Ausbildung zum Facharzt arbeitete er für einige Wochen bei der Unternehmensberatung McKinsey & Company. Nach seinen Angaben animierte ihn dazu ein Titelbild des manager magazins über McKinsey (Die eiskalte Elite. In: manager magazin, 1984, Nr. 11), während ihn die sich wiederholenden Routinetätigkeiten zunehmend langweilten und ihn die Berufshierarchie zunehmend frustrierte. 1987 brach er seine Weiterbildung zum Facharzt ab und stieg bei McKinsey als Berater ein. Dort wurde er von dem damaligen Deutschland-Chef Herbert Henzler gefördert, der auch zu seinem Mentor wurde, und stieg nach viereinhalb Jahren zum „Partner“ (Teilhaber) auf.
Nach sechs Jahren wechselte Dibelius zur Investmentbank Goldman Sachs, wo er 1998 zum Abteilungsleiter für den Geschäftsbereich Mergers & Acquisitions (M&A) aufstieg. Als es ihm 1998 gelang, den Zuschlag für die Fusion von Daimler-Benz mit Chrysler zu erhalten und er diese auch durchführen konnte, wurde er im selben Jahr zum „Partner“ (Teilhaber) berufen.
Nach dem Weggang des damaligen Deutschlandchefs von Goldman Sachs, Paul Achleitner, zur Allianz beförderte man ihn im Dezember 2002 zusammen mit dem US-Kollegen Wayne Moore zum Gesamtgeschäftsführer in Deutschland; zwei Jahre später wurde er alleiniger Geschäftsleiter für den deutschsprachigen Raum.

### Geschäfte
Gemeinsam mit dem damaligen Daimler-Benz-Strategie-Vorstand Eckhard Cordes hatte er seit 1998 maßgeblich die Übernahme von Chrysler durch Daimler-Benz trotz interner Einwände herbei- und durchgeführt. Cordes lernte Dibelius 1994 kennen und schätzen, als Dibelius den Bushersteller Kässbohrer beim Verkauf an Daimler-Benz beriet. Die Fusion mit Chrysler wurde zunächst in kleinstem Kreise vorbereitet. Im Jahr 2000 bereiteten Dibelius und Cordes die Übernahme von 34 Prozent an der Mitsubishi Motors Corporation (MMC) durch DaimlerChrysler vor. Im April 2004 wurden die Anteile wieder verkauft, die Beteiligung hatte sich als Fehlinvestition erwiesen. Ungeachtet der hohen Verluste durch die Fusion und trotz einer Auftragssperre für Goldman Sachs wurde er 2007 erneut engagiert, um den Chrysler-Käufer Cerberus bei der Trennung von Chrysler und Daimler AG zu beraten.
An der feindlichen Übernahme von Mannesmann durch Vodafone war er ebenfalls wesentlich beteiligt; Vodafone wuchs dadurch zum größten Telekommunikationskonzern der Welt. 2003 wurde Dibelius im Mannesmann-Prozess unter anderem gegen die Deutsche Bank als Zeuge geladen. Dort entlastete Dibelius in entscheidender Weise Josef Ackermann, den damaligen Vorstand der Deutschen Bank. „Prämien spielten bei der Mannesmann-Übernahme keine Rolle“, äußerte Dibelius, was zur Einstellung des Verfahrens im November 2006 beitrug.
2006 konnte er den damaligen KarstadtQuelle-Vorstandsvorsitzenden Thomas Middelhoff davon überzeugen, die KarstadtQuelle AG mit dem Verkauf ihrer Warenhaus-Immobilien zu sanieren und Goldman Sachs den Zuschlag für den Kauf zu erteilen. Dibelius gründete daraufhin mittels der Goldman-Sachs-Immobilientochter Whitehall das Immobilien-Konsortium Highstreet, bei dem Whitehall 51 % Anteile hält. Er ließ zunächst ebenfalls 51 % an Karstadt-Immobilien aufkaufen, 2008 in einem zweiten Transfer den Rest und vermietete seine 86 Filialen wieder an KarstadtQuelle. Der Kaufpreis von 3,7 Mrd. Euro (offiziell: 4,5 Mrd. Euro) wurde während des damaligen Immobilienbooms als günstig angesehen. Anfang Juli 2010 wurde bekannt, dass sich Goldman Sachs bzw. Whitehall einen Teil der Kaufsumme (850 Mio. Euro) von der Karstadt Hypothekenbank AG (heute: Valovis Bank) geliehen hatte. Da die Karstadt Hypothekenbank AG auch die Pensionen der Mitarbeiter verwaltete, wurde die Karstadt-Belegschaft durch die weit überhöhten Mieten in doppelter Weise belastet.
Siemens beauftragte 2007 Dibelius, ihren Automobilzulieferer VDO an die Continental AG zu verkaufen. Die Kaufsumme von 11,4 Mrd. Euro belastet Continental bis heute. Der spätere Continental-Eigentümer Schaeffler-Gruppe ließ daher Mitte Dezember 2009 zwei Großbanken, die Deutsche Bank und JPMorgan Chase, eine Kapitalerhöhung des Grundkapitals von Continental in Höhe von einer Mrd. Euro durchführen. Die Banken befürchteten Verluste und zögerten, weil sie dabei einen Mindestpreis von 32 € je Aktie garantieren mussten und der Anteil der Schaeffler-Gruppe bei Continental damals nicht unter 75 % fallen sollte. Schnell entschlossen wandte sich Dibelius kurz vor Weihnachten 2009 an den Continental-Aufsichtsratschef Wolfgang Reitzle, einen alten Geschäftspartner, und erhielt dessen Unterstützung für diese Transaktion. Ende Dezember 2009 holte Dibelius in Kitzbühel die Zustimmung von Maria-Elisabeth Schaeffler ein, der Gesellschafterin der Schaeffler-Gruppe, die Kapitalerhöhung Goldman Sachs zu überlassen. Anstelle einer mehrwöchigen Zeichnungsfrist mit dem Risiko eines sinkenden Aktienkurses garantierte er ihr eine rasche Abwicklung. Schaeffler ließ sich überzeugen und übergab am nächsten Tag ihrem Finanzchef Klaus Rosenfeld die Vollmacht zur Kooperation mit Goldman Sachs, den wiederum Dibelius sehr gut kannte. Die Deutsche Bank und JPMorgan Chase wurden vor vollendete Tatsachen gestellt und mussten sich bei der Platzierung der Aktien mit wesentlich weniger Beratungsgebühren begnügen.

### Kontroversen
Erhebliche Kritik erntete Dibelius mit seiner Ansicht „Banken … haben keine Verpflichtung, das Gemeinwohl zu fördern“ in einem Vortrag am 14. Januar 2010 während der 10. Studentenkonferenz „Campus for Finance“ in der WHU – Otto Beisheim School of Management. Eine Unternehmenssprecherin qualifizierte diese Äußerung als eine ungenaue Übersetzung des englischen Vortrages. In der Folge distanzierten sich führende Politiker der Regierungskoalition von Dibelius. Ein ranghoher Vertreter des Bundesfinanzministeriums hielt die Bemerkung für einen „Fauxpas, den man der Öffentlichkeit nicht erklären kann.“ Nachdem im Februar 2010 bekannt geworden war, dass Goldman Sachs der griechischen Regierung beim Verschleiern der Verschuldung geholfen hatte, um die EU-Kriterien zu erfüllen, äußerte ein Vertrauter von Merkel: „Das Maß ist eigentlich voll. Eine Bank, die sich so verhält, darf nicht mit öffentlichen Aufträgen belohnt werden.“ Dibelius beriet Bundeskanzlerin Merkel vor allem bei den Privatisierungsplänen von Staatseigentum wie an der Deutschen Bahn.
Der Berliner Finanzsenator Ulrich Nußbaum kündigte im April 2010 die Zusammenarbeit mit Goldman Sachs auf und forderte die Bundesregierung ebenfalls zu einer Sperre von öffentlichen Aufträgen auf, da er „erhebliche Zweifel“ an der Seriosität von Goldman Sachs habe. Dieser Ankündigung vorangegangen war ein Konflikt um die Berliner Immobiliengesellschaft GSW, die 2004 von Goldman Sachs und Cerberus Capital Management für 2,1 Milliarden Euro vom defizitären Land Berlin erworben wurde und im Mai 2010 an die Börse gebracht werden sollte. Nußbaum verlangte daher eine Nachzahlung von 30 Mio. Euro, weil der Börsengang der Bank zusätzliche Gewinne verschaffen werde und das Land Berlin daran teilhaben wolle. Dibelius ließ daraufhin ein juristisches Gutachten anfertigen, das zu dem Schluss kam, dass eine solche Zahlung Bestechung wäre. In einem zweiten Gutachten wurde dieser Vorwurf wieder entkräftet. Nußbaum setzte sich daraufhin öffentlich zur Wehr gegen „solche Erpressungsversuche, mit denen ich als Krimineller abgestempelt werden sollte“. Mitte April 2010 kündigte mit der BayernLB erstmals ein öffentlicher Auftraggeber die Beziehungen zu Goldman Sachs, Dibelius beriet die Bank seit November 2008 bei der Beschaffung von privaten Kredithilfen („Rettungsschirm“). Im Jahr 2010 wurden von der Bundesregierung keine öffentlichen Aufträge mehr an Goldman Sachs vergeben (Stand: August 2010).

### Interessenkonflikte
Kritiker hingegen werfen ihm Interessenkonflikte vor wegen seiner Wechsel in der Funktion eines Beraters zu einem konkurrierenden Investor und wegen seiner Wechsel von der Beratung eines Klienten-Unternehmens zu einem anderen. Ein Beispiel dafür ist das Maschinenbau-Unternehmen MTU Friedrichshafen, das der Mischkonzern MAN übernehmen wollte und dabei von Goldman Sachs beraten wurde. Als bekannt geworden war, dass MAN nicht den Zuschlag für den Kauf erhalten würde, wechselte Dibelius die Seiten und beriet nun die schwedische Investmentgesellschaft EQT bei der Übernahme von MTU. Schließlich erwarb EQT im Dezember 2005 MTU und Goldman Sachs erhielt die dafür ausgelobte Provision.
Seit 2004 ist Dibelius an allen wichtigen Transaktionen des KarstadtQuelle-Konzerns beteiligt gewesen. Dibelius agierte nicht nur als Berater von KarstadtQuelle, sondern auch als Käufer und Vermittler von KarstadtQuelle-Darlehen. Außerdem platzierte Goldman Sachs ein großes Darlehen für KarstadtQuelle, behielt einen Teil davon selbst und gehört heute zu den entscheidenden Gläubigern. Beim Insolvenzverfahren von Karstadt trat Dibelius sowohl als Gläubiger von Mieten (Highstreet Holding) und später auch als Käufer von Karstadt auf – einen Tag nachdem der Investor Nicolas Berggruen am Pfingstfreitag, den 21. Mai 2010, ein Kaufangebot vorgelegt hatte, das Mietminderungen einschloss. Der Insolvenzverwalter Klaus Hubert Görg sah darin einen Interessenkonflikt, ebenso Berggruen.  Beobachter befürchteten, Dibelius’ Kauf-Initiative sollte eine spätere Teilfusion mit der Warenhauskette Kaufhof (Metro AG) ermöglichen, was der damalige Metro-Vorstand und Dibelius-Freund Cordes schon seit mehreren Jahren anstrebte. Dibelius verneinte eine Parteilichkeit im Fall Karstadt gegenüber Cordes.
Beobachter sehen darin eine neue Geschäftsstrategie: nicht mehr Kundenorientierung, sondern Profitabilität bestimme das Vorgehen von Goldman Sachs. Diese Ansicht wurde von einem Firmensprecher zurückgewiesen. Bei den Finanzvorständen deutscher Unternehmen löste die ihrer Meinung nach abnehmende Verlässlichkeit von Goldman Sachs einen anwachsenden Unmut aus, so dass Dibelius und Goldman Sachs kaum noch Vertrauen bei den DAX-30-Konzernen haben. Der deutsche Private-Equity-Unternehmer Clemens Vedder hält Dibelius wegen seines „aggressiven Verhaltens“ bei Transaktionen für den „schlechtesten deutschen Bankmanager“.

### Privatleben
Dibelius war von 2003 bis 2013 mit der österreichischen Juristin Andrea Dibelius verheiratet. Trauzeuge war der deutsche Manager Eckhard Cordes, umgekehrt war Dibelius auch dessen Trauzeuge und der Taufpate des ältesten Sohnes von Cordes. Dibelius erwarb 2001 das ehemalige Grundstück von Thomas Mann in München-Bogenhausen am Herzogpark. Darauf errichtete sein Cousin Thomas Dibelius, Architekt und Hochschullehrer an der Universität Siegen, die nahezu originalgetreu wiederhergestellte Fassade der früheren Mann-Villa mit einer klassisch modernen Innenarchitektur. 2015 erwarb Dibelius für 9,3 Mio. Euro die denkmalgeschützte, renovierungsbedürftige Villa Gerstenberg in Berlin im Bezirk Charlottenburg-Wilmersdorf, welche früher als Geburtsklinik diente und nun von ihm und seiner zweiten Ehefrau zum Privathaus der Familie umgebaut und saniert wird.
Mit seiner neuen Lebensgefährtin, der Schauspielerin Laila Maria Witt (geboren 1982), die er 2015 heiratete, hat er drei gemeinsame Kinder, zwei weitere brachte sie mit in die Ehe.